# Itodacne gracilis
Itodacne gracilis är en skalbaggsart som beskrevs av Sharp 1885. Itodacne gracilis ingår i släktet Itodacne och familjen knäppare. Inga underarter finns listade i Catalogue of Life.